# کلوتید امه
کِلوتید اِم (فرانسوی: Clotilde Hesme‎؛ زادهٔ ۳۰ ژوئیهٔ ۱۹۷۹) بازیگر و مانکن اهل فرانسه است. وی از سال ۱۹۹۹ میلادی تاکنون مشغول فعالیت بوده‌است.
از فیلم‌ها یا برنامه‌های تلویزیونی که وی در آن نقش داشته است، می‌توان به ترانه‌های عاشقانه، اگر بمیری، می‌کشمت، بازگشتگان، در جنگ، شخص زیبا، اسرار لیسبون، اوا و لئون و شکلات اشاره کرد.
او در سال ۲۰۱۱ میلادی، برندهٔ جایزه سزار در شاخهٔ «آینده‌دارترین هنرپیشه زن» شد.